# 益田親愛
益田 親愛（ますだ もとちか、明和5年（1768年） - ?）は、江戸時代中期の長州藩重臣。寄組問田益田家（4096石）の6代当主。

## 生涯
明和5年（1768年）に長州藩重臣益田就白の嫡男として生まれる。長州藩第8代藩主の毛利治親より偏諱を受けて親賢、のちに親愛と名乗る。また初名に兼充が伝わる。通称は清之助。
天明3年4月15日（1783年5月15日）、『新陰柳生家当流秘伝書』を問田益田家の家老である益田市郎右衛門に伝授した。